# Zak Surety
Zak Surety (* 4. Oktober 1991 in Basildon) ist ein englischer Snookerspieler. 2014 und ein zweites Mal 2020 qualifizierte er sich für die Profitour.

## Karriere

### Die ersten beiden Profijahre
Mit 18 Jahren hatte Zak Surety seinen ersten Auftritt bei einem für Amateure offenen Main-Tour-Turnier der Players Tour Championship 2010/11. Beim ersten Event in Sheffield verlor er knapp mit 3:4 gegen Profispieler Liam Highfield. Zum Saisonende versuchte er vergeblich, sich über die Q School für die Profitour zu qualifizieren. Im Jahr darauf nahm er dann regelmäßig an den englischen PTC-Turnieren teil und schaffte es einmal auch ins 128er-Hauptfeld. Der zweite Q-School-Anlauf verlief erneut erfolglos. In der Saison 2012/13 gelang ihm beim insgesamt fünften PTC-Event in Gloucester erstmals ein Sieg über einen Profispieler (Jack Lisowski) und anschließend der Sprung unter die letzten 32. Beim zweiten Q-School-Turnier stand er in dieser Saison im Entscheidungsspiel für das Tourticket und verlor.
Durch das Erreichen des Finales durfte er an der Qualifikation für vier Profiturniere teilnehmen und gewann dabei einmal gegen Patrick Einsle. In der PTC-Euro-Tour besiegte er mit Anthony Hamilton erstmals einen etablierten Profispieler. Über die parallel zu den PTC-Turnieren ausgetragenen Amateur-Cup-Turniere schaffte er den Sprung ins Finale der EBSA Qualifying Tour und gewann dort mit 22 Jahren einen der drei Plätze auf der Main Tour für die nächsten beiden Jahre.
In seinem ersten Profijahr in der Saison 2014/15 startete er erst erfolglos mit Erstrundenniederlagen, bevor ihm Ende September 2014 mit einem Sieg über Mark King erstmals die Qualifikation für ein Profiturnier, die International Championship, gelang. Beim Turnier selbst musste er eine Niederlage in der ersten Runde gegen David Gilbert hinnehmen. Zak Surety erreichte beim vorletzten Turnier der Saison, den China Open 2015, die Runde der letzten 32. Nachdem er sich in der Qualifikation gegen Li Hang durchsetzte, besiegte er in der ersten Runde Joe Swail. Das nächste Spiel verlor er gegen Robert Milkins. Zum Ende seiner ersten Saison lag er auf Rang 97 der Weltrangliste.
In der Saison 2015/16 konnte er in der Qualifikation zum Shanghai Masters 2015 und zum German Masters 2016 konnte jeweils sein Auftaktmatch gewinnen. Die Qualifikation gelang Surety allerdings für kein Weltranglistenturnier. Lediglich bei den Minor-Ranglistenturnieren der European Tour der PTC Serie war er für das Hauptfeld gesetzt. Das beste Ergebnis erzielte er, mit dem Erreichen der Runde der letzten 32, beim Gdynia Open 2016. Nachdem er während der Saison mehrmals seine beste Platzierung in der Snookerweltrangliste mit Platz 79 erreicht hatte, schloss er die Saison nach der Snookerweltmeisterschaft auf Platz 85 ab. Damit verpasste er, nach dem Ablauf seines zwei Jahre gültigen Main Tour Tickets, den Verbleib auf der Tour, den er sich mit einer Platzierung innerhalb der Top 64 hätte sichern können. Zak Surety versuchte sich über die Q School wieder direkt neu zu qualifizieren. Im ersten Turnier schied er im Achtelfinale seiner Gruppe aus. Beim zweiten Turnier kam er bis ins Finale seiner Gruppe, unterlag dort aber David John.

### Tourrückkehr nach vier Jahren
Durch seine hohe Platzierung in der Q-School-Gesamtwertung durfte er in der folgenden Saison als Nachrücker an einigen Profiturnieren teilnehmen und er nutzte es, um beim European Masters 2016 ein weiteres Mal unter die Letzten 32 vorzustoßen. Darüber hinaus blieben seine Teilnahmen und seine weiteren Qualifikationsversuche in den nächsten Jahren weitgehend erfolglos. 2019 erreichte er immerhin einmal ein Gruppenhalbfinale. Erst im Jahr darauf erreichte er im zweiten Turnier wieder das Entscheidungsspiel. Diesmal setzte er sich mit 4:1 gegen Leo Fernandez durch und war damit für zwei weitere Jahre auf der Main Tour ab der Saison 2020/21 qualifiziert.
Mit einem Sieg und einem Unentschieden in der Championship League startete der Engländer in seine zweite Profizeit. Bei den Northern Ireland Open brachte ihn ein Sieg über Mark King erstmals in die zweite Runde. Stephen Maguire und Gao Yang ließ er bei den Scottish Open hinter sich. Das blieb aber sein bestes Saisonergebnis, sonst verlor er bei Ausscheidungsturnieren alle Auftaktspiele. Beim zweiten Gruppenturnier, der WST Pro Series landete er mit 4 Siegen aus 7 Partien im Mittelfeld der Erstrundengruppe und konnte mit Jack Lisowski die Nummer 11 der Weltrangliste mit 2:0 schlagen. Im zweiten Jahr setzte sich die Reihe der Auftaktniederlagen fort, erst beim Sonderformat Shoot-Out gelang ihm der erste Saisonsieg. Danach gelangen ihm immerhin noch 3 Siege bei regulären Turnieren, trotzdem lag er am Ende der Saison 2021/22 weit außerhalb der Top 64 und verpasste damit den automatischen Verbleib auf der Tour. Durch einen Erfolg im zweiten Turnier der Q School 2022 konnte er sich allerdings die Tourcard für die Saison 2022/23 und 2023/24 doch noch sichern.
Bei den World Open 2024 spielte er in der Qualifikationsrundes sein erstes Maximum Break.
In der Saison 2024/25 erreichte er bei den World Open das Halbfinale, nachdem er Jordan Brown, Duane Jones, Liu Hongyu und Tom Ford besiegt hatte. Das Halbfinale verlor er mit 5:6 gegen John Higgins.

## Erfolge
Ranglistenturniere:
- Halbfinale: World Open: (2025)
- Achtelfinale: German Masters (2024)
- Runde der letzten 32: China Open (2015), European Masters (2016, 2023), Scottish Open (2020), Snooker Shoot-Out (2023)

Qualifikation
- EBSA Qualifying Tour (2014)
- Q School (2020 – zweites Turnier, 2022 – zweites Turnier)